# Sei nell'anima (film)
Sei nell'anima è un film biografico del 2024 diretto da Cinzia TH Torrini e tratto dall'autobiografia del 2016 Cazzi miei della cantautrice Gianna Nannini.

## Trama
Il film si concentra sui primi trent’anni di vita della cantautrice Gianna Nannini, dall’infanzia in Toscana, segnata dalla scoperta dell’amore per il canto e la musica, fino agli anni dell’adolescenza, durante i quali Gianna mostrerà in maniera sempre più marcata un cuore ribelle e una determinazione fuori dal comune che la porteranno a sfidare l’autorità paterna e a trasferirsi a Milano, nell’ottica di abbracciare la carriera di cantante e ottenere un contratto discografico. Sarà proprio il trasferimento a Milano a rivelarsi decisivo, incidendo in modo significativo sull’evoluzione e sulla trasformazione della sua vita.
Dopo un inizio non facilissimo e traumatico, la cantante senese vivrà una graduale ascesa che la proietterà verso il successo, con l’uscita del controverso singolo America. Il periodo successivo segnerà ulteriormente l’evoluzione dell’artista, in particolare un soggiorno assai significativo in Germania, che vedrà la Nannini impegnata nella registrazione del nuovo album. Questo periodo segnerà una vera e propria rinascita per la cantante, tant’è che la Nannini ne parla come l’inizio della sua seconda vita, una catarsi, al quale farà seguito nel 1984 l’uscita del singolo Fotoromanza, che la consacrerà a icona rock non solo in Italia ma anche sul mercato europeo.

## Promozione
Il primo teaser trailer è stato pubblicato il 2 febbraio 2024.

## Distribuzione
Il film è stato distribuito sulla piattaforma streaming Netflix il 2 maggio 2024.